# Operatie Mushtarak
Operatie Mushtarak (ook wel als Moshtarak geschreven), wat zoveel betekent als "samen" in het Dari, is een gecoördineerde operatie tussen Afghaanse, Amerikaanse en andere NAVO-troepen in de Afghaanse provincie Helmand.
De operatie ging van start in de vroege morgen van zaterdag 13 februari 2010 in en rond de stad Marjah en eindigde 7 december 2010.
De coalitietroepen hebben geschat dat het 25 tot 30 dagen duurt om het hele gebied van taliban te zuiveren.
Tot nog toe vielen er aan geallieerde zijde de volgende aantallen dodelijke slachtoffers:
- 8 Amerikanen
- 4 Britten
- 1 Afghaan

Het aantal gewonden is niet bekend.
Aan de kant van de taliban zijn de verliezen niet met zekerheid te zeggen, maar zeker is het volgende:
- 40 doden (bevestigd)
- 120 doden (schatting)
- 11 gevangenen

Reeds gedurende de eerste dagen van de operatie zouden er 15 burgerslachtoffers zijn gevallen bij geallieerde raketaanvallen.